# مجمع لاتران الثالث
المجمع اللاتراني الثالث (1179)، تعتبره الكنيسة الكاثوليكية المجمع المسكوني الحادي عشر، ترأسه البابا ألكسندر الثالث وحضره 302 أسقف، انعقد في كاتدرائية القديس يوحنا اللاتراني في روما ومنها اشتقّ اسمه. نتيجة انشقاق البابوية إلى ثلاثة أحدهم ألكسندر الثالث الذي اعتبر بابا شرعي في حين أنّ الأسقفان الآخران بكونهما "بابا مضاد"، عقد صلح البندقية لإنهاء هذا الانقسام عام 1177 وجاء هذا المجمع للتباحث في الشؤون الكنسية والإدارية بعد الصلح. شدد المجمع قواعد الانضباط الكنسي لاسيّما في الرهبانيات، وأقرّ مرسومًا ضد المثلية الجنسية، ومجمل مقرراته نشرت في 27 بيان، أقرت خلال جلساته الثلاث في 5 و14 و19 مارس.